# Goldsworthy Ridge
Goldsworthy Ridge ist Gebirgskamm im ostantarktischen Mac-Robertson-Land. Er erstreckt sich nördlich des Mount Henderson im nordöstlichen Teil der Framnes Mountains.
Norwegische Kartografen kartierten den Gebirgskamm anhand von Luftaufnahmen, die bei der Lars-Christensen-Expedition 1936/37 entstanden. Das Antarctic Names Committee of Australia (ANCA) benannte ihn nach Robert W. Goldsworthy, im Jahr 1962 Vermessungsassistent im Rahmen einer Kampagne der Australian National Antarctic Research Expeditions.